# Silistra (provins)
Silistra er en af de 28 provinser i Bulgarien, beliggende i den nordøstlige del af landet, på grænsen til Bulgariens naboland Rumænien. Provinsen har et areal på 2.851 kvadratkilometer og et indbyggertal (pr. 2009) på 142.815.Folketællingen 7. september 2021 viste et indbyggertal på 97.770 i provinsen. Klik på referencen i indledningen i artiklen om Bulgarien for resultat af folketælling.
Silistras hovedstad er byen Silistra, der med sine ca. 40.000 indbyggere også er provinsens største by. Af andre store byer kan nævnes Tutrakan (ca. 12.000 indbyggere) og Dulovo (ca. 9.000 indbyggere). Provinsen ernærer sig hovedsageligt ved landbrug.